# Casa di Marco Lucrezio
La casa di Marco Lucrezio è una casa di epoca romana, sepolta durante l'eruzione del Vesuvio del 79 e ritrovata a seguito degli scavi archeologici dell'antica Pompei: chiamata anche casa delle Suonatrici, deve il suo nome a quello del presunto proprietario, ossia Marco Lucrezio.

## Storia e descrizione
La casa, sepolta sotto una coltre di ceneri e lapilli durante l'eruzione del Vesuvio del 79, venne riportata alla luce con una sessione di scavi svoltasi tra il 1846 ed il 1847: questa si affaccia su via Stabiana e si estende per circa seicentoventicinque metri quadrati. 

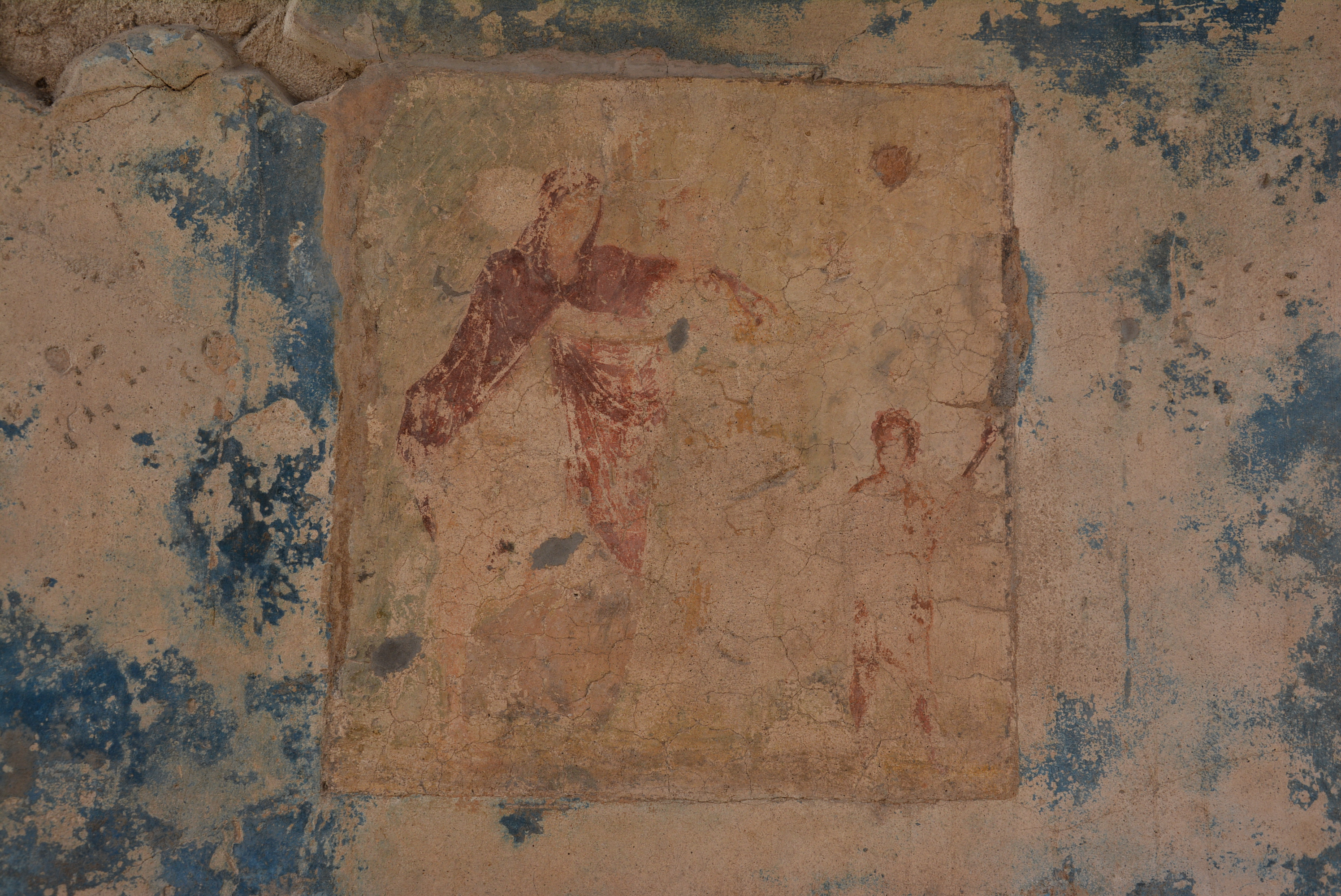
L'affresco delle suonatrici da cui la casa prese il primo nome

Le fauci d'ingresso sono decorate in quarto stile, tipo di decorazione presente anche nel resto dell'abitazione, con pareti con zoccolatura rossa e zona mediana in blu, recanti al centro un quadretto, uno raffigurante un gruppo di donne suonatrici, a cui la casa deve il suo primo nome, e l'altro ritraente Cerere; una porta conduce ad una piccola stanza che a sua volta conduce o all'atrio o ad una scala per l'accesso al piano superiore, crollato a seguito dell'eruzione. Superate le fauci si accede all'atrio: questo presenta un impluvium centrale, mentre buona parte della decorazione parietale è andata perduta; resistono infatti solo poche frammenti di stucco e parte di un larario collocato sul lato destro della parete di fondo.
Lungo le pareti di sinistra e di destra si aprono due cubicoli e un'ala: sulla sinistra, il primo cubicolo ha una zoccolatura gialla e una zona mediana dello stesso colore ma dai toni più tenui, con al centro quadretti di scene mitologiche, come Satiro con Menade nella parete nord, Narciso con Cupido in quella ovest e Venere e amorini in quella est, quest'ultimo conservato al museo archeologico nazionale di Napoli; completano la stanza raffigurazioni di figure umane e disegni architettonici. Il secondo cubicolo ha una decorazione simile al precedente con quadretti dei pannelli della zona mediana ritraenti Venere pescatrice sulla parete nord, Polifemo che riceve una lettera da Galatea in quella ovest e Frisso e Elle in quella est, quest'ultimo al museo archeologico napoletano; completano l'ambiente piccoli affreschi di medaglioni. All'estremità del lato sinistro è l'ala, con pareti in rosso e giallo e due porte, una che conduce alla cucina e alle latrine e l'altra ad una piccola stanza scarsamente decorata. 

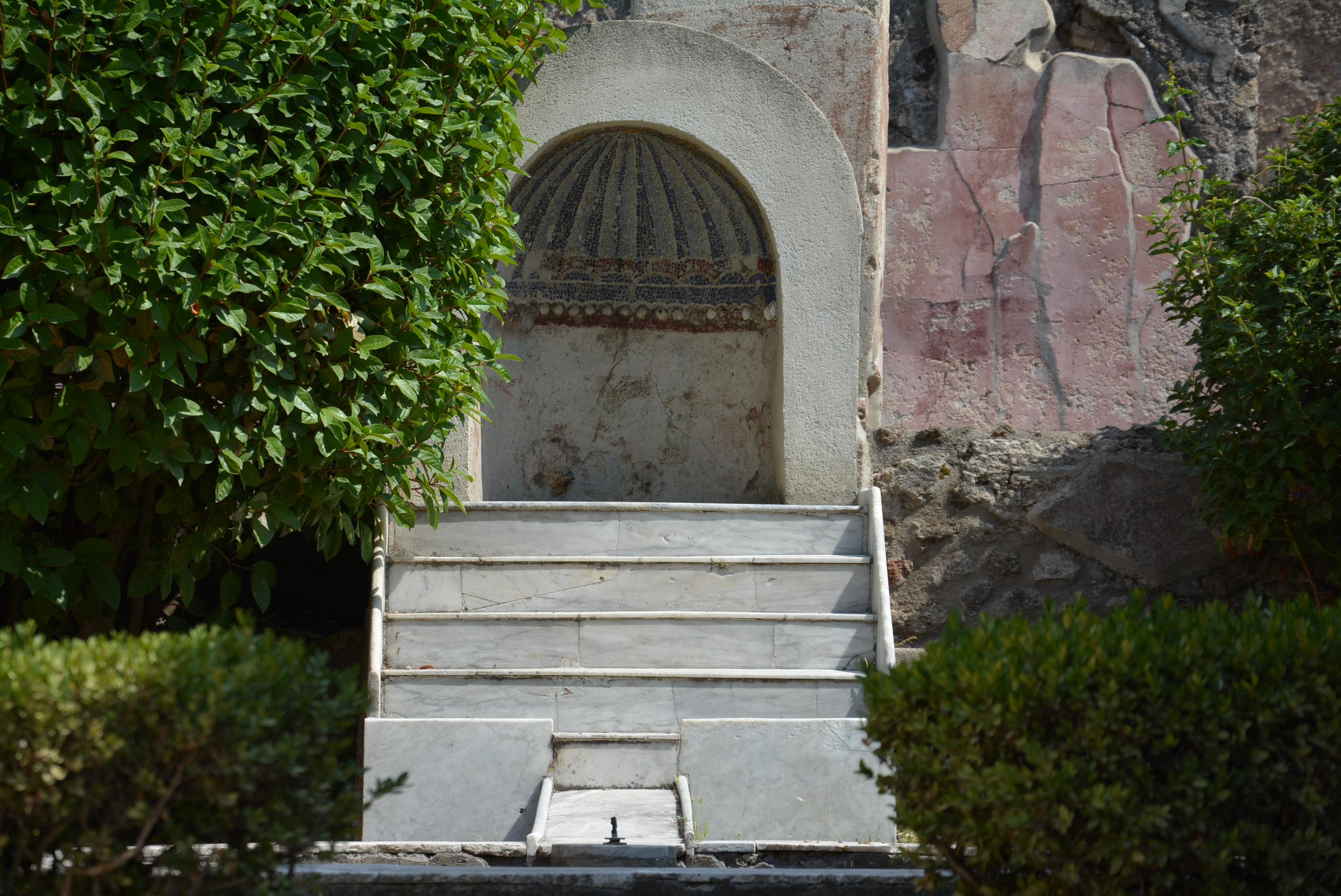
La fontana del giardino

I cubicoli del lato destro presentano una zoccolatura gialla e pannelli bianchi: il primo ha scene centrali con rappresentazioni di Seleme e Endimione sulla parete ovest, Chirone e Achille su quella sud e Nereide su un delfino su quella est, mentre il secondo Galatea sulla parete ovest, Ciparisso su quella sud, Galatea e Polifemo su quella est; entrambi gli ambienti sono rifiniti con pitture di figure umane e mitologiche. L'ala del lato destro ha pannelli rossi e gialli su fascia rossa scura con rettangoli arricchiti da disegni di elementi di vita marina: i quadretti centrali invece sono stati rimossi ed i soggetti sconosciuti, eccetto uno che ritrae un poeta ed un attore comico; l'ambiente si completa con il fregio decorato con affreschi di architetture fantastiche e pavimento a mosaico in bianco e nero. Dall'atrio si accede al tablino: presenta scarsi resti di decorazioni in stucco, così come i quadretti centrali presenti nelle due pareti laterali sono stati asportati non lasciando traccia del soggetto trattato; ben conservata invece la pavimentazione in opus sectile nella parte centrale, contornata da un mosaico a tessere bianche e nere a formare un disegno. 

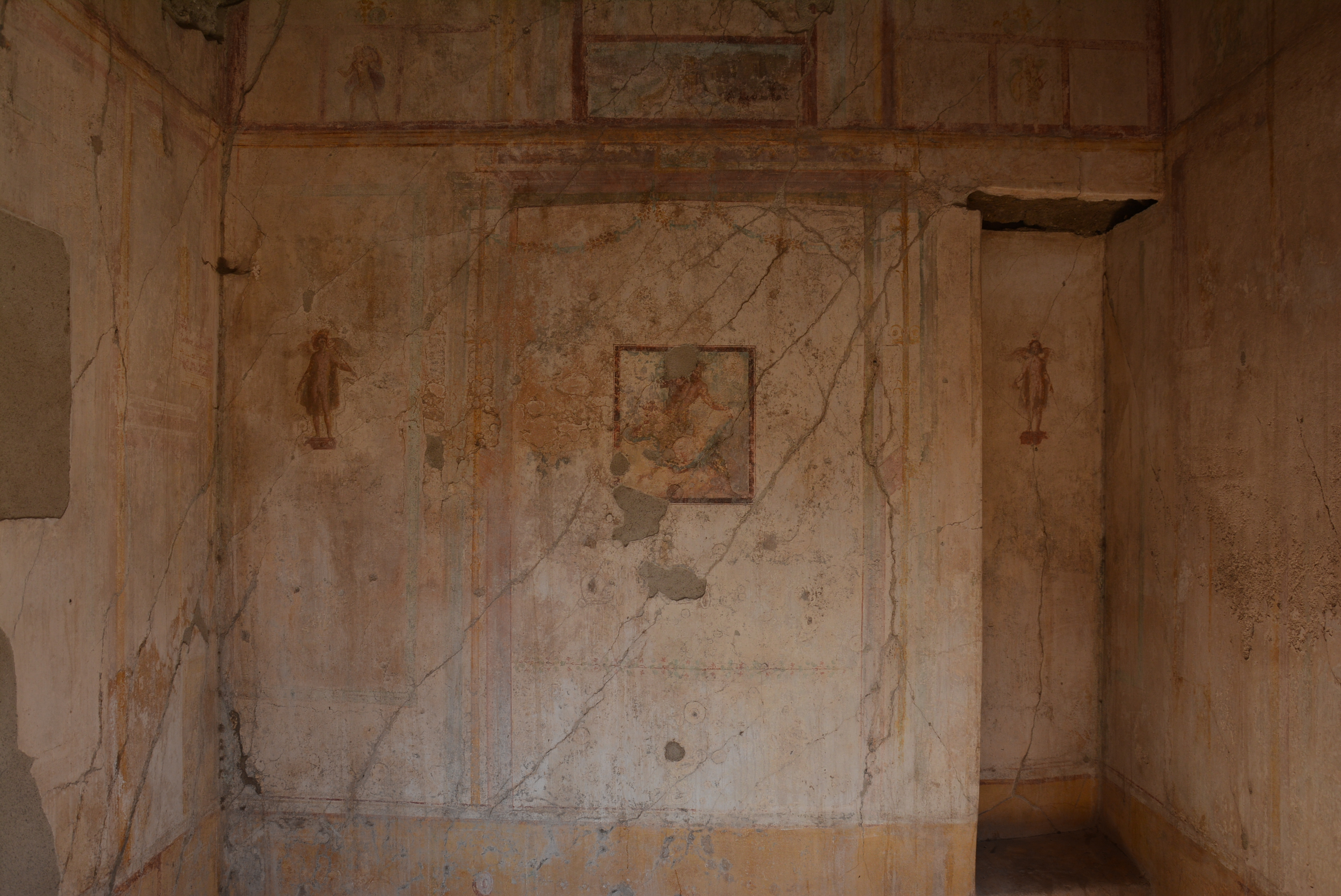
Un cubicolo

Al lato del tablino e con accesso sempre dall'atrio, è il triclinio: le pareti hanno una zoccolatura nera con rettangoli gialli arricchiti con motivi floreali ed una zona mediana divisa in pannelli sia rossi che gialli arricchiti con scene mitologiche, tutti staccati e conservati al museo archeologico di Napoli, come il Trionfo di Bacco che era sulla parete nord ed Ercole con un omphalos sulla parete est, mentre quello della parete sud è andato perduto; il pavimento è un mosaico bianco e nero.
Dall'atrio, sul lato sinistro del tablino, una scala conduce a due ambienti che si affacciano sul giardino; questi presentano una decorazione con affreschi di pannelli rossi separati da colonne dipinte, l'altro piccoli pannelli in giallo e rosso su fondo bianco: è in questa stanza che è stato ritrovato l'affresco che dà il nome alla casa, ossia un piccolo quadretto nel quale è rappresentato un instrumentum scriptorium con una lettera indirizzata a Marco Lucrezio, decurione di Pompei e sacerdote di Marte. Nel giardino, su cui si affacciano tramite un'ampia finestra sia il tablino che il triclinio, già visibile dall'ingresso, è posta una fontana in marmo, decorata nella nicchia da un mosaico, adornata con una statua di un Sileno con un otre da cui fuoriusciva l'acqua, la quale, tramite un breve canale, alimentava una vasca circolare: nel giardino erano presenti statuette raffiguranti Dioniso, satiri ed animali; caratteristiche inoltre le tubazioni e i rubinetti, rinvenuti intatti.
Sul lato settentrionale del giardino si aprono ampi ambienti di servizio, frutto dell'unione di un'altra casa, composta a sua volta da ingresso, atrio, tablino e scala per il piano superiore.